# Gerstaeckerella riedeliana
Gerstaeckerella riedeliana là một loài côn trùng trong họ Mantispidae thuộc bộ Neuroptera. Loài này được Fischer von Waldheim miêu tả năm 1834.